# SpVgg Fechenheim 03
Die Sportvereinigung Fechenheim 1903, verkürzt SpVgg Fechenheim 03, ist ein Fußballverein aus dem Frankfurter Stadtteil Fechenheim. Die angestammte Heimspielstätte des Vereins ist die Sportanlage Birsteiner Straße mit einem Fassungsvermögen für 3000 Zuschauer. Außerdem steht ihm für seine Jugendmannschaften die Sportanlage Pfortenstraße zur Verfügung.

## Geschichte
Nachdem zuvor einige Anläufe gescheitert waren, in Fechenheim einen Fußballverein auf die Beine zu stellen, wurde dieses Vorhaben 1903 mit der Gründung von Germania 03 in die Tat umgesetzt.
1907 wurde mit Viktoria 07 ein weiterer Fußballverein im selben Stadtteil gegründet. Wie häufig bei benachbarten Vereinen der Fall, bestand auch zwischen diesen beiden Vereinen schnell eine gegenseitige Abneigung und Rivalität. Während Germania im Süden des Stadtteils beheimatet war, befand sich die Heimat von Viktoria im Norden. Doch die Wirren und Nöte des bald heraufziehenden Ersten Weltkriegs ermöglichten die Vereinigung der beiden Vereine, die fortan unter der Bezeichnung Fußballvereinigung Viktoria-Germania 03 ihre Kräfte bündelten.
Der Mannschaft des fusionierten Vereins gelang schon bald der Aufstieg in die Kreisliga Nordmain, der seinerzeit höchsten Spielklasse. Dort war die FVgg in der Saison 1921/22 in der Abteilung II vertreten, konnte sich in der Liga jedoch nicht etablieren und musste nach einer Neustrukturierung des Ligasystems zur Saison 1922/23 bereits nach nur einem Jahr den Abstieg hinnehmen.
Bald nach dem Abstieg erhielt der Verein seine noch heute gültige Bezeichnung Sportvereinigung 03 Fechenheim. Unter dem neuen Namen gelang der Mannschaft zur Saison 1927/28 die Rückkehr in die höchste Spielklasse, die jetzt die Bezeichnung Bezirksliga Main/Hessen trug. Mit einer fast ausgeglichenen Bilanz (mit 20–24 erzielten die Fechenheimer genauso viele Punkte wie der Nachbar auf der anderen Mainseite, Kickers Offenbach) gelang erfolgreich der Klassenerhalt. Doch in der folgenden Saison 1928/29 landete die Mannschaft mit einer Bilanz von nur 10–26 Punkten auf einem Abstiegsplatz. Zwar gelang zum Ende der Saison 1929/30 der unmittelbare Wiederaufstieg, doch ebenso schnell stieg die Mannschaft am Ende der Saison 1930/31 mit der verheerenden Bilanz von 2–26 Punkten (ein Sieg und 13 Niederlagen) auch wieder ab.
Bis zum Ausbruch des Zweiten Weltkriegs konnte die SpVgg 03 sich immerhin noch in der seinerzeit zweitklassigen Bezirksliga halten.
Noch bis in die 1950er Jahre hinein war die SpVgg 03 immerhin noch in der II. Amateurliga vertreten, doch auf Dauer war es in Anbetracht der großen regionalen Konkurrenz (Eintracht Frankfurt, FSV Frankfurt, Kickers Offenbach) nicht möglich, sich in den oberen Spielklassen zu etablieren und so stürzte die Mannschaft allmählich in die unteren Fußballregionen ab.
Entscheidend für den Absturz dürfte die Saison 1957/58 gewesen sein, als die SpVgg 03 in der viertklassigen II. Amateurliga Hessen spielte und erst gegen den TSV Heusenstamm im Kampf um den Aufstieg in die seinerzeit noch drittklassige Hessenliga scheiterte. Unmittelbar danach setzte ein Ausverkauf der Mannschaft ein, die der Verein nicht kompensieren konnte und innerhalb von wenigen Jahren in die Kreisklasse abstürzte.
Am 8. Juni 1980 wurde ein Tor von Klaus Mehler im entscheidenden Spiel der Bezirksklasse gegen den DJK Bad Homburg (4:0) zum Tor des Monats gewählt.
Ab der Saison 1992/93 spielte der Verein noch einmal für 4 Jahre in der damals viertklassigen Verbandsliga Hessen Süd, bis man ab der Saison 1996/97 wieder in die untersten Kreisligen abstürzte. In der Saison 2017/18 gelang der Aufstieg in die Gruppenliga (7. Spielklasse), in der man in der Saison 2018/19 den Klassenerhalt sicherte.